# Friedbert Gay
Friedbert Gay (* 1956 in Karlsruhe) ist ein deutscher Unternehmer, Buchautor und Redner.

## Leben
Nach einer ersten Periode als freiberuflicher Trainer wurde er bei drillbox 1990 Cheftrainer für die Abteilung Zeittraining und 1994 für die Abteilung Persönlichkeit. Seit 2000 ist er Geschäftsführer der DISG Training GmbH in Remchingen, die ab 2003 unter der Bezeichnung persolog GmbH firmiert. Er ist Autor mehrerer Publikationen zum Thema Persönlichkeit.
Das DISG-Modell (heute persolog Persönlichkeits-Modell) wurde 1990 von ihm in Deutschland eingeführt. Dieses Persönlichkeitsmodell wurde vom US-Amerikaner John G. Geier aus einer Theorie von William Moulton Marston aus dem Jahre 1928 entwickelt. Aufgrund einer Entscheidung des Bundesgerichtshofes vom 21. Januar 2010 (AZ: I ZR 206/07) wurden die Rechte an dem Markennamen DISG von der Persolog GmbH auf die Inscape Publishing Inc. übertragen.

## Engagement (Auswahl)
- 1. Vorsitzender des CIW (Christen in der Wirtschaft) e.V.

## Werke (Auswahl)
- Das persolog Persönlichkeits-Profil: Persönliche Stärke ist kein Zufall, GABAL-Verlag, 2004, ISBN 3-89749-352-7
- Persönliche Stärke ist kein Zufall: Das DISG-Persönlichkeitsprofil für engagierte Christen, Brockhaus Verlag, Witten 2004, ISBN 3-417-24751-9
- Das neue 1x1 der Persönlichkeit (zusammen mit Lothar J. Seiwert), Gräfe & Unzer Verlag, 2004, ISBN 3-7742-6161-X
- DISG-Persönlichkeitsprofil. Verstehen Sie sich selbst besser. Schöpfen Sie Ihre Möglichkeiten aus. Entdecken Sie Ihre Stärken und Schwächen Friedbert Gay (Herausgeber), GABAL-Verlag, 9. Auflage 1998, ISBN 3-923984-44-8
- Ich brauch dich und du brauchst mich: Sich und andere besser kennenlernen: mit dem DISG-Persönlichkeits-Modell (zusammen mit Hanno Herzler), Brockhaus Verlag, 5. überarbeitete Auflage, Witten 2006, ISBN 3-417-24133-2